# تیفنی دو لا روش
تیفنی دو لا روش (به فرانسوی: Tiphaigne de la Roche) نویسنده قرن هجدهم میلادی اهل فرانسه است.